# Haukur Palsson
Haukur Helgi Pálsson (nacido el 18 de mayo de 1992, en Reykjavík, Islandia) es un jugador de baloncesto islandés que pertenece a la plantilla del Njarðvík. Mide 1,97 metros de altura, y juega en la posición de Alero y Escolta.

## Trayectoria
Formado en la Universidad de Maryland, ha sido internacional con Islandia, disputando la fase de clasificación para el Eurobasket de 2015, con 11.8 puntos, 2.3 rebotes y 2.0 asistencias por encuentro. 
En 2011 llega a España, donde jugaría dos temporadas en el Bàsquet Manresa. La temporada siguiente, el jugador jugaría en Liga LEB en las filas del Breogán de Lugo.
En 2014 juega en el LF Basket Lulea de la Liga de Suecia, donde ha promediado 12.4 puntos, 4.8 rebotes, 3.3 asistencias, 1.4 robos y un 43% en triples en los 32 partidos que ha disputado con un equipo que cayó eliminado en cuartos de final.
En 2015 se incorpora a prueba al Laboral Kutxa Baskonia
En julio de 2019, firmó con el UNICS Kazán promediando 4,4 puntos y 1,9 rebotes por partido en la EuroCup y 5,9 puntos por partido en la VTB United League. El 14 de junio de 2020 finaliza su contrato con el club ruso, quedando libre.
En julio de 2020, se hace oficial su regreso a España para jugar en las filas del Bàsquet Club Andorra de la Liga Endesa.